# Plaza de Colón

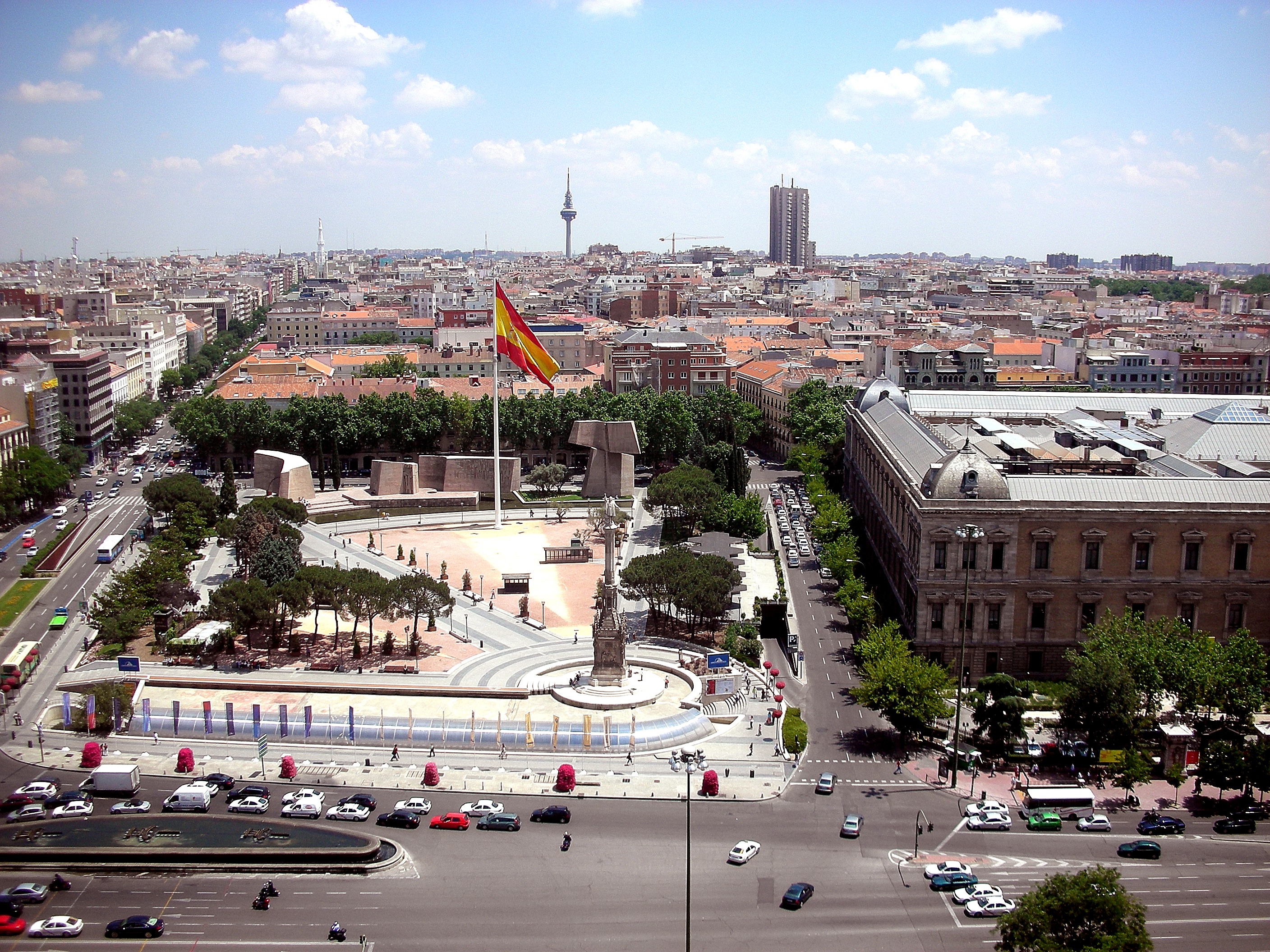
Plaza de Colón

Plaza de Colón (Plac Kolumba) - jeden z głównych placów i atrakcji turystycznych w stolicy Hiszpanii - Madrycie, nazwany na cześć Krzysztofa Kolumba. Na placu wznosi się potężna neogotycka kolumna z posągiem odkrywcy Ameryki. Plaza de Colón to również jeden z głównych węzłów komunikacyjnych stolicy Hiszpanii, z którego kursują m.in.: autobusy na lotnisko. Bezpośrednio do placu przylega park rekreacyjny - Jardines de Descubrimiento, zaś pod placem ma swoją siedzibę Centrum Kulturalne Madrytu. Przy placu mieści się także gmach Biblioteki Narodowej oraz Muzeum Archeologicznego.